# Clionidae
Famille
Synonymes
- famille Thliptodontidae Kwietniewski, 1902[1]
- sous-famille Clioninae Rafinesque, 1815[1]
- sous-famille Thliptodontinae Kwietniewski, 1902[1]

Les Clionidae sont une famille de mollusques hétérobranches de l'ordre des Gymnosomata. Les espèces de ce groupe ont la particularité d'être pélagiques (nageuses), ce qui est rare chez les gastéropodes. 

## Classification
Selon World Register of Marine Species (25 novembre 2018) :
- genre Cephalobrachia Bonnevie, 1913
- genre Clione Pallas, 1774
- genre Fowlerina Pelseneer, 1906
- genre Massya Pruvot-Fol, 1924
- genre Paedoclione Danforth, 1907
- genre Paraclione Tesch, 1903
- genre Thalassopterus Kwietniewski, 1910

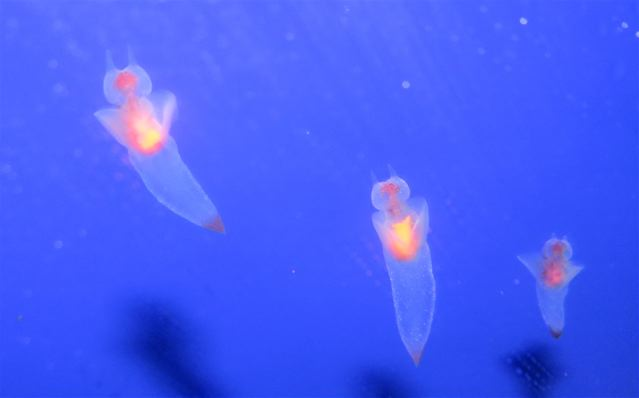
« Anges de mer » (Clione limacina) en Australie

- genre Thliptodon Boas, 1886